# Sporopipes
Sporopipes is een geslacht van zangvogels uit de familie wevers en verwanten (Ploceidae).

## Soorten
Het geslacht kent de volgende soorten:
- Sporopipes frontalis – Schubkopwever
- Sporopipes squamifrons – Baardmanwever